# Orăști (okręg Alba)
Orăști – wieś w Rumunii, w okręgu Alba, w gminie Poșaga. W 2011 roku liczyła 106 mieszkańców.